# Pagrus auriga
Espèce
Statut de conservation UICN

 LC  : Préoccupation mineure
Pagrus auriga, le Pagre rayé, est une espèce de poissons marins de la famille des Sparidae. Il est présent sur les côtes d'Afrique de l'ouest.

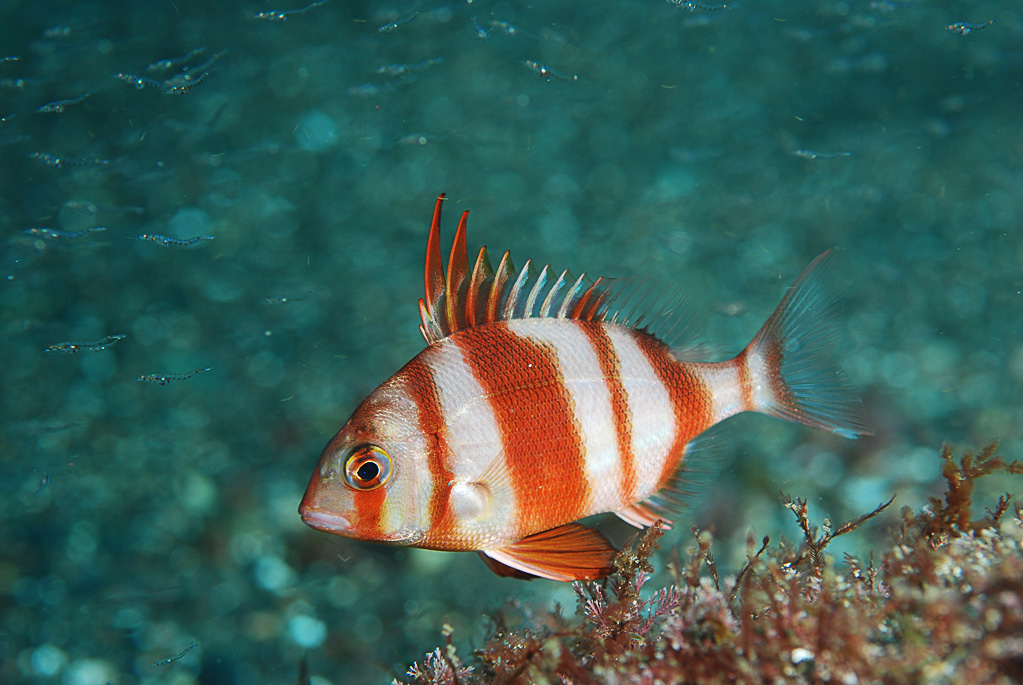
Juvénile.

Il s'agit d'une espèce comestible.